# Museo de Ciencias de la Tierra (Brasil)
El Museo de Ciencias de la Tierra, también denonimado McTer, en portugués Museu de Ciências da Terra, es un museo brasileño de geología y paleontología, ubicado en el distrito de Urca en la ciudad de Río de Janeiro. El edificio, inaugurado en el año 1907 en estilo neoclásico, presenta colecciones materiales, investigaciones y bibliografías realizadas por profesionales que han trabajado en el Servicio Geológico de Brasil y la Compañía de Investigaciones en Recursos Minerales de Brasil (CPRM), institucionalidades vinculadas al Ministerio de Minas y Energía del país (MME), y que están actualmente a cargo de la administración del museo. Las colecciones materiales del museo incluyen 12 000 rocas, 10 000 minerales y 60 meteoritos, además de 35 000 vestigios paleontológicos, siendo esta una de las colecciones más grandes de fósiles de todo Brasil.

## Historia
A merced de la celebración del centenario de la mudanza de la corte imperial portuguesa a Río de Janeiro en 1808, y del posterior Decreto de Apertura de los Puertos de Brasil a las Naciones Amigas, y con miras, además, a mostrar los avances de un estado republicano moderno, se estableció la puesta en escena de una gran exposición nacional, inspirada en las exposiciones universales llevadas a cabo por aquella época en diferentes países europeos, y que tenía, para el caso de Brasil, como focos temáticos a la agricultura, la pecuaria, la industria y las artes. En este contexto, y sumado a las obras de edificación que dieron soporte a la exposición, se erigió el por entonces llamado Palacio de los Estados, posteriormente bautizado como Palacio de Geología, un edificio de 7600 m² y 91 salones en arquitectura neoclásica, que, como curiosidad, hizo uso de un gneiss de origen local para el tallado de sus escaleras, y el cual a partir de noviembre de 1909 pasó a hospedar al Servicio Geológico y Mineralógico de dicho país (SGMB), como así también a otros departamentos del entonces Ministerio de Agricultura, Industria y Comercio de Brasil. El 8 de marzo de 1934, el SGMB creó el Departamento Nacional de Producción Mineral (DNPM), y el museo pasó a llamarse Museo de la División de Geología y Mineralogía.
El edificio sufrió un importante incendio el día 23 de mayo de 1973, en el área donde se establecían las oficinas del DNPM, y que condujo a la pérdida de más de 160.000 volúmenes escritos, así como a daños estructurales en el edificio, que comprometieron también al área de exhibición al público del museo. Según fuentes de la época, sólo se pudo salvar el 50% del edificio. Tras este siniestro, el DNPM se trasladó a Brasilia, y el museo no fue reabierto sino hasta 1981, tras un cuidadoso trabajo de reclasificación y reorganización del material sobreviviente. Dicha labor de reclasificación sería más tarde uno de los criterios favorables para su posterior designación como Museo de Ciencias de la Tierra, el día 24 de noviembre de 1992, renombramiento que ocurrió con posterioridad a la Cumbre de la Tierra de Río de Janeiro, celebrada entre los días 2 y 13 de junio de aquel mismo año, y que, como evento internacional, sirvió de contexto para el impulso de iniciativas en comunicación y difusión de los museos.
Finalmente, en el año 2012 la administración del museo pasó formalmente a manos de su actual garante, la Compañía de Investigaciones en Recursos Minerales de Brasil (CPRM), institución que desde la década de 1970 venía colaborando conjuntamente con el DNPM. Dentro de su esquema de divulgación científica, el museo ha añadido en las últimas décadas un enfoque inclusivo, elaborando programas de carácter didáctico infantil, como así también para personas con capacidades diferenciales.

## Colecciones permanentes
El museo hospeda en su interior:
- Una colección literaria con aproximadamente 100 000 títulos relacionados con las geociencias.[2]
- 10 000 muestras de minerales, y unas 12 000 rocas,[2] como así también 60 fragmentos de meteoritos, tanto nacionales como extranjeros.[15]
- 35 000 fósiles,[2] entre los que se contabilizan: 6964 invertebrados, 4387 mamíferos, 1932 plantas, 1868 reptiles y 1463 peces.[16] Es una de las colecciones de fósiles más grande de Brasil.[5][6] Entre los fósiles señalados se encuentran los hallazgos de dinosaurios realizados por el paleontólogo Llewellyn Ivor Price en el yacimiento de Pierópolis entre 1947 y 1974, cuya datación corresponde al período Cretáceo Superior.[17]